# Just Can Get to You
Just Can Get to You è una canzone della rock band Toto, terzo singolo estratto dall'album Tambu.

## Il disco
Il brano fu scritto da David Paich, Steve Lukather e Glen Ballard, non ebbe un buon successo commerciale come singolo, ma fu abbastanza apprezzato dalla critica. Il brano è una classica ballad, e, oltre al ruolo di chitarra elettrica, Steve Lukather, in questo brano, suona anche la tastiera. Del brano, come del precedente If You Belong to Me, non fu però girato il videoclip.

## Tracce
1. Just Can Get to You
2. Baby He's Your Man

## Il B-Side Baby He's Your Man
Il brano presente come b-side è Baby He's Your Man, un brano in cui Steve Lukather duetta con Jenny Douglas Mc-Rae, inizialmente, il brano fu proposto è messo su mercato come secondo singolo estratto da Tambu, ma per le sue scarse vendite alla fine venne cancellato come singolo, il brano, a sua volta come b-side presentava il brano Time Is the Enemy

## Formazione
- Steve Lukather - chitarra, voce principale e tastiera
- Jenny Douglas Mc-Rae - voce secondaria (voce primaria insieme a Steve Lukather in Baby He's Your Man)
- John James - voce secondaria
- Phillip Ingram - voce secondaria (in Baby He's Your Man)
- Ricky Nelson - voce secondaria (in Baby He's Your Man)
- David Paich - tastiera e voce secondaria
- Steve Porcaro - tastiera (percussioni in Baby He's Your Man)
- Mike Porcaro - basso elettrico
- Simon Phillips - percussioni
- Paulinho Da Costa - percussioni (in Baby He's Your Man)